# Dukaizmy
Dukaizmy i dukatywy (także gramatyka postpłciowa; formy postpłciowe; rodzaj postpłciowy; rodzaj postludzki) – zbiór neutralnych płciowo form gramatycznych (wykraczający poza trzy tradycyjne rodzaje gramatyczne – męski, żeński, nijaki), stworzonych przez pisarza Jacka Dukaja na potrzeby jego powieści fantastycznonaukowej Perfekcyjna niedoskonałość. Dukaizmy znalazły zastosowanie poza powieścią, przez innych pisarzy, tłumaczy, a także przez niektóre osoby niebinarne.

## Historia i popularyzacja
Dukaizm powstały jako neologizmy artystyczne; stworzone przez Jacka Dukaja (i nazwane od jego nazwiska) do powieści fantastycznonaukowej Perfekcyjna niedoskonałość (2004), gdzie używają ich istoty postludzkie (phoebe) nieposiadające płci ani nawet ciała biologicznego. Ich celem jest oswojenie czytelnika z ideą istoty, której nie dotyczy kategoria płci. W momencie wydania powieści dukaizmy były określane jako najbardziej radykalny zabieg językowy Jacka Dukaja.
Wykraczają one poza trzy tradycyjne rodzaje gramatyczne – męski, żeński i nijaki, i dotyczą rodzaju określanego jako bezpłciowy. Przyjęły się jednak w języku polskim i są używane poza powieścią Dukaja. Obecnie dukaizmy są używane przez niektóre osoby niebinarne w codziennym życiu; użycie ich w tym środowisku przyczyniło się do ich popularyzacji. Są także wykorzystywane okazjonalnie również przez innych autorów fantastyki oraz tłumaczy tekstów z języków posiadających formy niebinarne (jak np. angielskie them/they).
Dukaizmy są jedną z form neozaimków proponowanych dla języka polskiego. Obecnie (2025) nie jest oczywiste, czy nastąpi szersze przyjęcie dukaizmów w języku polskim; innym proponowanym rozwiązaniem są np. osobatywy (wyrażenia niewskazujące płci osoby, o której się mówi). Istnieją też kombinacje dukaizmów z innymi formami, a także ich rozwinięcia (takie jak dukatywy).

## Gramatyka
Dukaizmy związane są z nietypową koniugacją i deklinacją. Dukaj opisał to jako „gramatykę postpłciową”, Niekiedy termin dukaizmy użyty jest specyficznie dla form werbalnych i zaimkowych, a dla form rzeczownikowych zaproponowano termin dukatywy. Dukatywy nie istniały w powieści Dukaja, i nie zostały stworzone przez Dukaja. Przykładem dukatywu rzeczownika przyjaciel (forma męska) i przyjaciółka (forma żeńska) jest przyjaciołu.
Większość dukaizmów tworzy się na podstawie form żeńskich, wymieniając literę „a” na „u”, np.: „zrobiłum”, „poszłuś”, „mogłubyś”.
Dukaizmy są przede wszystkim widoczne w liczbie pojedynczej.
Ewa Kujawa oceniła, że nowy rodzaj gramatyczny stworzony przez Dukaja jest „skonstruowany spójnie (z niewielkimi wyjątkami) i logicznie [i] wpasowuje się dokładnie w wolne miejsce, które zostawia mu polski system fleksyjny”.
Dukaizmy są trudne do przetłumaczenia na niektóre języki, np. angielski, w których nie występuje rodzaj gramatyczny.

### Deklinacja
|             | Zaimki            | Przymiotniki | Nazwy własne |
| ----------- | ----------------- | ------------ | ------------ |
| Mianownik   | onu               | ładnu        | Słowiński    |
| Dopełniacz  | jenu / nu / nienu | ładnu        | Słowińskienu |
| Celownik    | jewu / wu         | ładnu        | Słowińskienu |
| Biernik     | jenu / nu / nienu | ładnu        | Słowińskienu |
| Narzędnik   | num               | ładnum       | Słowińskum   |
| Miejscownik | num               | ładnum       | Słowińskum   |
| Wołacz      | –                 | ładnu        | Słowiński    |

### Koniugacja
|       | Czas przeszły | Czas przyszły niedokonany | Tryb przypuszczający |
| ----- | ------------- | ------------------------- | -------------------- |
| 1 os. | (z)robiłum    | będę robiłu               | (z)robiłubym         |
| 2 os. | (z)robiłuś    | będziesz robiłu           | (z)robiłubyś         |
| 3 os. | (z)robiłu     | będzie robiłu             | (z)robiłuby          |

## Wykorzystanie
Przykład użycia dukaizmów w powieści Dukaja:

– Do Creytona powinniśmy dotrzeć w ciągu trzydziestu ośmiu k-godzin. Nawet zważywszy na utratę krwi pana i stahs McPherson–
– Chciałuś powiedzieć – przerwał nu Zamoyski – powinniśmy byli tam dotrzeć. Samu twierdzisz, że po odcięciu od Plateau nie wiesz nawet, w którą stronę lecimy. Swoją drogą, zastanawiam się, jak to możliwe. Przecież chyba pamiętasz, gdzie celowałuś.

Do pierwszych przykładów profesjonalnego użycia dukaizmów poza powieścią Dukaja należą polskie tłumaczenie gier Apex Legends (2019) i Bugsnax (2020). W przypadku Apex Legend, dukaizmów użyto dla postaci Bloodhound. W przypadku Bugsnax, tłumaczka Ola Lubińska zdecydowała się ich użyć w kontekście postaci niebinarnego stworka Floofty’enu. Dukaizmy wykorzystano także dla polskich napisów filmu dokumentalnego Seahorse (2019) i w tłumaczeniu komiksu Gender Queer (2019, wyd. pol. 2021).
Podobnych form używają postacie występujące w cyklu utworów Marthy Wells Pamiętniki Mordbota. Tytułowy bohater i narrator, który jest konstruktem człowieka i maszyny, niemającym płci, używa form pochodzących od rodzaju nijakiego: poszłom, widziałom, wybrałom. Natomiast dukaizmów używa inna, drugoplanowa postać niebinarna.